# Imelda Lambertini
De zalige Imelda Lambertini (Bologna, 1322 – aldaar, 12 mei 1333) is een Italiaanse dominicanes uit de grafelijke familie Lambertini.
Imelda kenmerkte zich als kind door een uitzonderlijke vroomheid, bad veel en richtte een eigen altaar in. Ze trad vrijwillig in in het Dominicanessenklooster te Val di Pietra en was daar – in plaats van door de zusters te worden onderricht – door haar vroomheid juist een voorbeeld voor de (veel oudere) zusters. Vooral de devotie tot het sacrament van de eucharistie trok haar aan en ze verlangde er naar haar eerste communie te ontvangen, wat in die tijd echter pas op 12-jarige leeftijd gebruikelijk was. Toen ze op elfjarige leeftijd de mis van Hemelvaartsdag bijwoonde, mocht zij de communie dus niet ontvangen. Toen echter de zusters de kerk verlieten zagen zij de heilige hostie boven Imelda zweven, toen zij voor het tabernakel knielde. Een priester die dit opmerkte gaf haar de communie, waarop zij zodanig in vervoering raakte, dat ze stierf. Ze werd bijgezet in de San Sigismundokerk te Bologna. 
In 1826 werd ze zalig verklaard door paus Leo XII. Haar feestdag wordt gevierd op 12 mei. Zij is de patrones van de Eerste Heilige Communie en wordt als symbool voor onschuld beschouwd en vereerd.
De leeftijd voor de eerste communie werd later in 1910 vervroegd tot 7-8 jaar door paus Pius X.